# Moadon Kaduregel Maccabi Tel Aviv
Il Moadon Kaduregel Maccabi Tel Aviv (in ebraico מועדון כדורגל מכבי תל אביב‎?), meglio noto come Maccabi Tel Aviv, è una società calcistica israeliana con sede a Tel Aviv. Milita nella Ligat ha'Al, la massima divisione del campionato israeliano.
Fondata nel 1906 come sezione calcistica del Maccabi Tel Aviv, è la squadra di calcio più titolata d'Israele, avendo vinto in ambito nazionale 26 campionati, 24 Coppe di Israele, nove Coppe Toto e otto Supercoppe d'Israele; a livello internazionale due Campionati d'Asia per club. Per sette volte ha centrato il double campionato-coppa nazionale ed è l'unica squadra israeliana a non essere mai retrocessa in seconda divisione. È inoltre una delle tre compagini israeliane che hanno disputato la fase a gironi della UEFA Champions League.

## Storia

### Pre-indipendenza

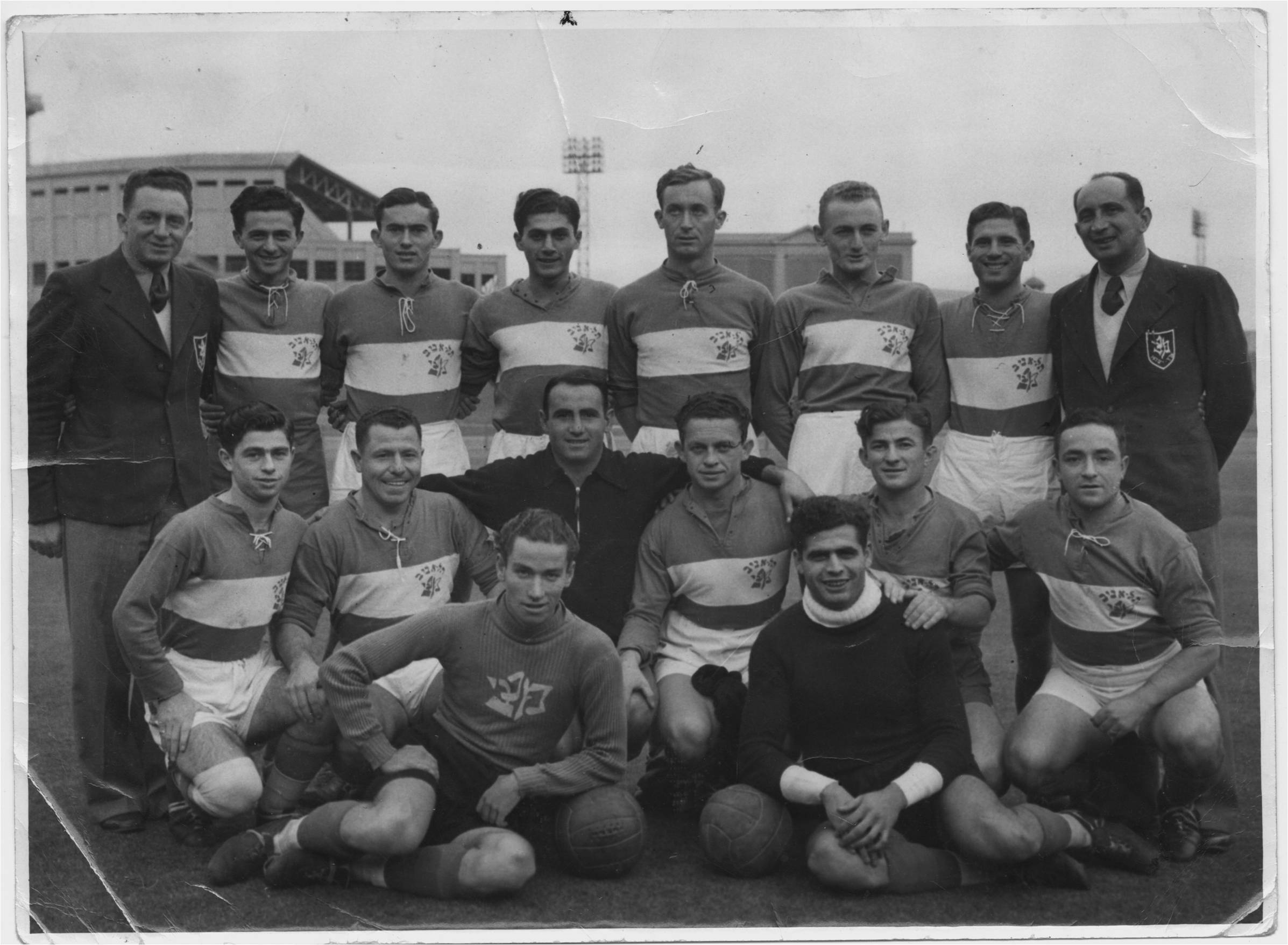
Il Maccabi Tel Aviv in Australia nel 1939

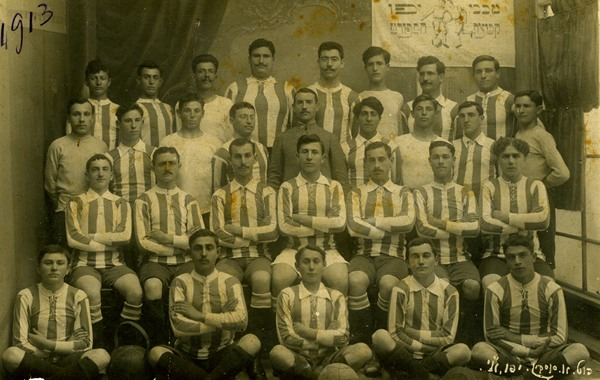
Il Maccabi Tel Aviv nel 1913

Nei primi anni '20, malgrado l'assenza di un campionato nazionale organizzato, il Maccabi Tel Aviv era noto come una delle squadre più forti del paese ed era invitato a disputare numerose amichevoli, specie contro compagini del Mandato britannico. Nel 1928, con la costituzione della federcalcio israeliana e il riconoscimento del calcio israeliano da parte della FIFA, iniziarono i tornei ufficiali. Nel 1929 la squadra vinse il suo primo trofeo, la Coppa di Palestina, battendo per 4-0 il Maccabi Hashmonai Gerusalemme. Un anno dopo si aggiudicò nuovamente il trofeo sconfiggendo per 2-1 il 48º reggimento dell'Esercito britannico e nel 1933 fece tris battendo per 1-0 l'Hapoel Tel Aviv.

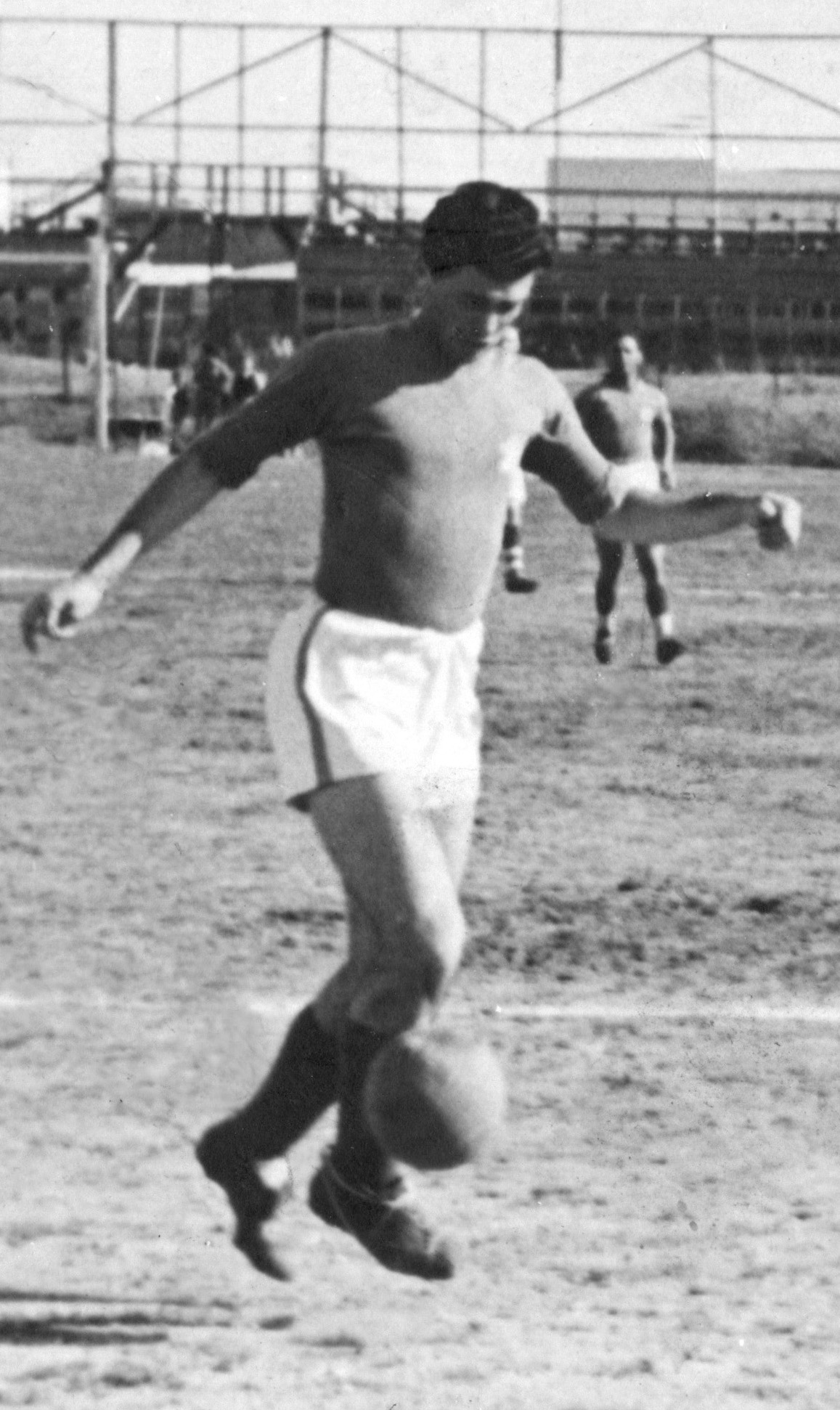
Shmuel Ginzburg militò nel Maccabi Tel Aviv dal 1936 al 1943 e contribuì alla vittoria della Coppa di Palestina del 1941

Nel 1936 il club fu invitato a giocare negli Stati Uniti d'America. Dopo aver perso per 2-0 in Francia contro il Racing Club di Parigi e per 3-1 contro il Lilla, negli USA la squadra batté una selezione All-Stars di New York di fronte a 50.000 spettatori accorsi allo Yankee Stadium. Il Maccabi sconfisse anche la selezione dell'American Soccer League a Brooklyn e Filadelfia per 1-0 e giocò anche in Canada, dove pareggiò per 1-1 contro l'All-Stars di Toronto. Il tour negli States proseguì con una sconfitta per 3-2 contro il St. Louis Stars e i Boston Celtics.

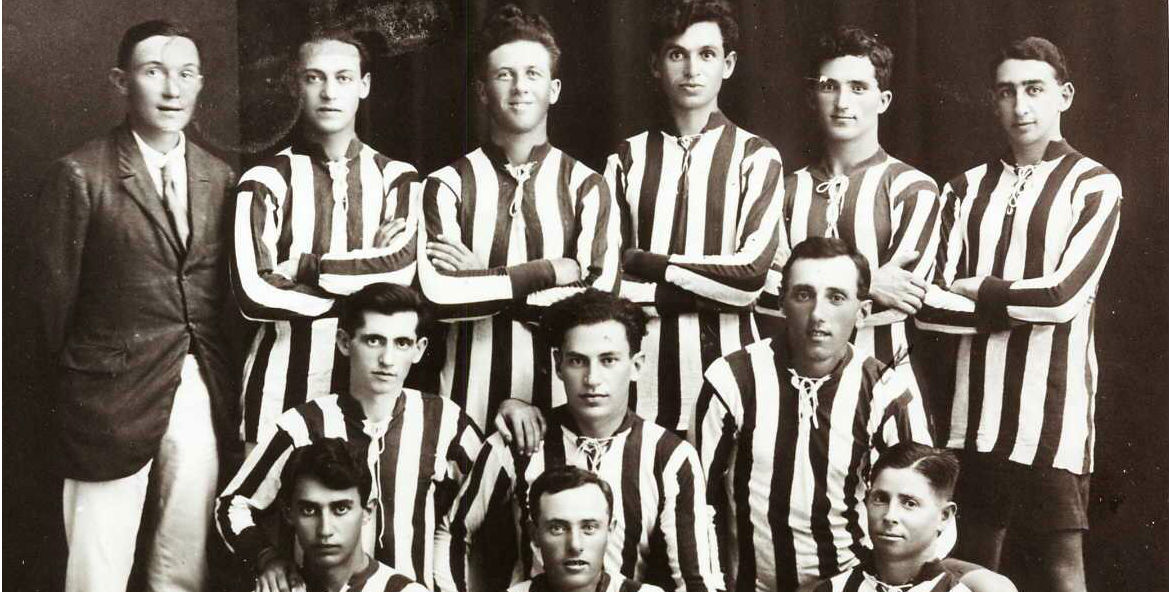
Maccabi Tel Aviv, 1921

Di ritorno dagli USA, i calciatori del Maccabi scioperarono a causa di mancati pagamenti. Nel 1937, dopo un anno di sciopero, la federcalcio israeliana accettò le loro richieste e la squadra pose fine alla protesta. Nel 1939, dopo l'inizio della seconda guerra mondiale, il Maccabi vinse il suo secondo campionato. Alla fine della stagione intraprese un'altra tournée, stavolta in Australia, dove la squadra fu presentata come Palestina o occasionalmente come Maccabi Palestina. Su 18 partite giocate ne vinse 11, ne perse 5 e ne pareggiò 3, affrontando squadre statali (Nuovo Galles del Sud, Victoria, Queensland, Australia meridionale e Australia occidentale), squadre regionali e la nazionale australiana, incontrata cinque volte con un bilancio di una vittoria, un pareggio e 3 sconfitte.
Nel 1941 il Maccabi centrò il suo primo double aggiudicandosi sia il campionato che la coppa di stato grazie al successo per 2-1 contro l'Hapoel Tel Aviv in finale. Dal 1941 al 1945 il campionato fu sospeso a causa della guerra, ma il Maccabi continuò a disputare partite amichevoli. Nel 1946, a campionato ancora sospeso, tornò a disputarsi la coppa nazionale, che il Maccabi vinse sconfiggendo per 6-0 tra andata e ritorno l'Hapoel Rishon LeZion.
Nel 1947 tornò il campionato, che vide la vittoria del Maccabi, giunto anche in finale di coppa. Nella finale contro il Beitar Tel Aviv allo Stadio Hatikva Neighborhood il Maccabi conduceva per 3-2 quando l'arbitrò annullò un gol al Beitar. Seguirono le violente proteste dei calciatori e dei tifosi del Beitar e Yom-Tov Mansherov, difensore del Beitar Tel Aviv, rubò la coppa. L'arbitro decretò dunque la fine dell'incontro e al Maccabi fu assegnata la vittoria a tavolino, che consentì alla squadra di ottenere il double. Quarantacinque anni dopo il trofeo fu ritrovato a Petah Tiqwa.

### Anni 1950

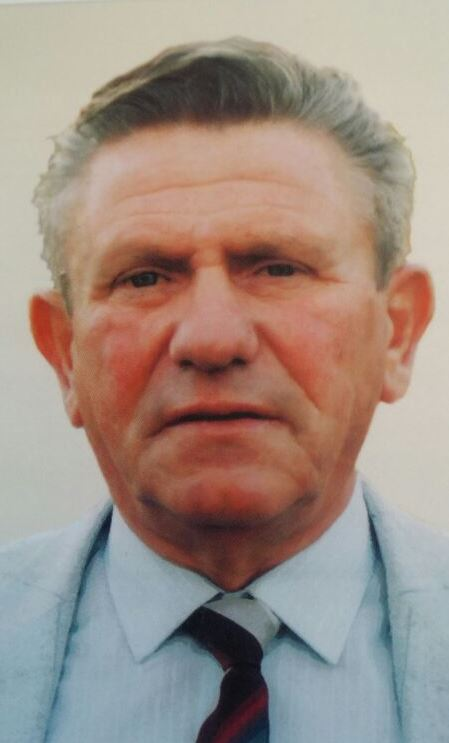
Itzhak Schneor, calciatore del Maccabi Tel Aviv dal 1951 al 1955

Gli anni '50 sono considerati l'epoca d'oro del Maccabi Tel Aviv, che vinse cinque campionati e quattro Coppe di Israele. L'epoca di gloria iniziò con l'istituzione dello Stato di Israele: nel 1949-1950 la squadra vinse il titolo, il primo dopo l'indipendenza del paese, dopo aver regolato per 1-0 l'Hapoel Tel Aviv nel derby cittadino grazie ad un gol di Yosef "Yosale" Merimovich. Merimovich non era che uno dei numerosi calciatori di valore che negli anni '50 resero grande il Maccabi, una squadra praticamente senza rivali che annoverava i difensori Itzhak Schneor e Eli Fuchs, il portiere Avraham Bandouri, l'attaccante Zvi Studinski e il centravanti Yehoshua "Shiye" Glazer. Quest'ultimo, capocannoniere del campionato nel 1952 con 27 gol, è reputato il più valido attaccante del Maccabi di tutti i tempi e del club di Tel Aviv fu miglior marcatore fino al 2003, quando il record fu battuto da Avi Nimni.

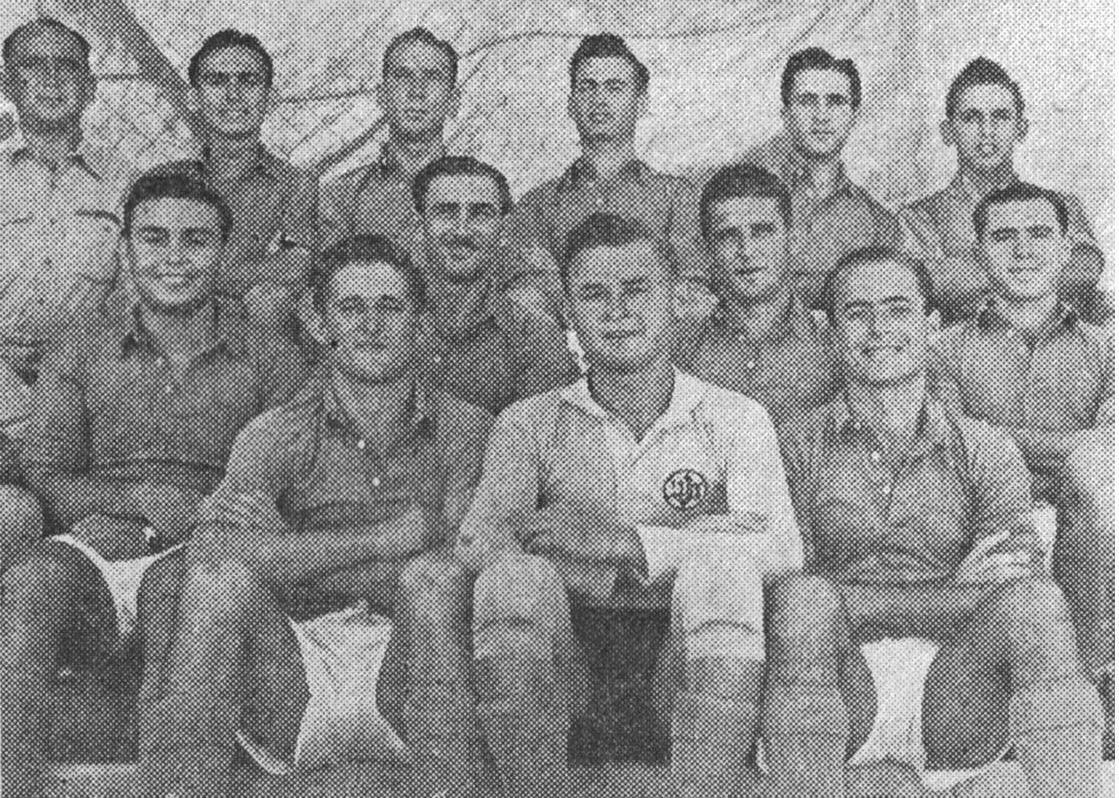
Il Maccabi vincitore della Coppa di Palestina del 1946

Nella stagione 1951-1952 il Maccabi colse il suo secondo successo in campionato nel periodo post-indipendenza del paese. Il titolo fu vinto con otto punti di vantaggio sul Maccabi Petah Tikva, anche se la coppa fu persa in finale. Quella sconfitta, però, fece da prologo al double della stagione 1953-1954, quando il titolo fu rivinto superando ancora i rivali del Maccabi Petah Tikva. La finale di coppa del 1954 vide il Maccabi Tel Aviv battere per 4-0 il Maccabi Netanya con doppietta di Glazer e reti di Studinski e del centrocampista Israel Halivner.
La stagione 1954-1955 vide prevalere, sul filo di lana, l'Hapoel Petah Tikva del centrocampista Nahum Stelmach, nuova forza piombata sulla scena del campionato israeliano. Il Maccabi Tel Aviv, tuttavia, non alzò bandiera bianca: nella finale di coppa nazionale di quell'anno regolò per 3-1 i nuovi rivali, per poi rivincere il titolo nel 1955-1956 e nel 1957-1958, quando si laureò campione per la quinta volta nel primo decennio di esistenza del moderno stato di Israele e completò la stagione con un altro double (2-0 nella finale di coppa contro l'Hapoel Haifa).
Nel 1958-1959 il Maccabi Tel Aviv si aggiudicò la Coppa d'Israele per la seconda volta consecutiva in una delle più famose finali nella storia della competizione. A soli dieci minuti dalla fine della partita la squadra era in vantaggio per 4-0 contro l'Hapoel Petah Tikva, ma in cinque minuti gli avversari si portarono sul 4-3. Il Maccabi riuscì a conservare il gol di vantaggio e sollevò il trofeo.

### Anni 1960

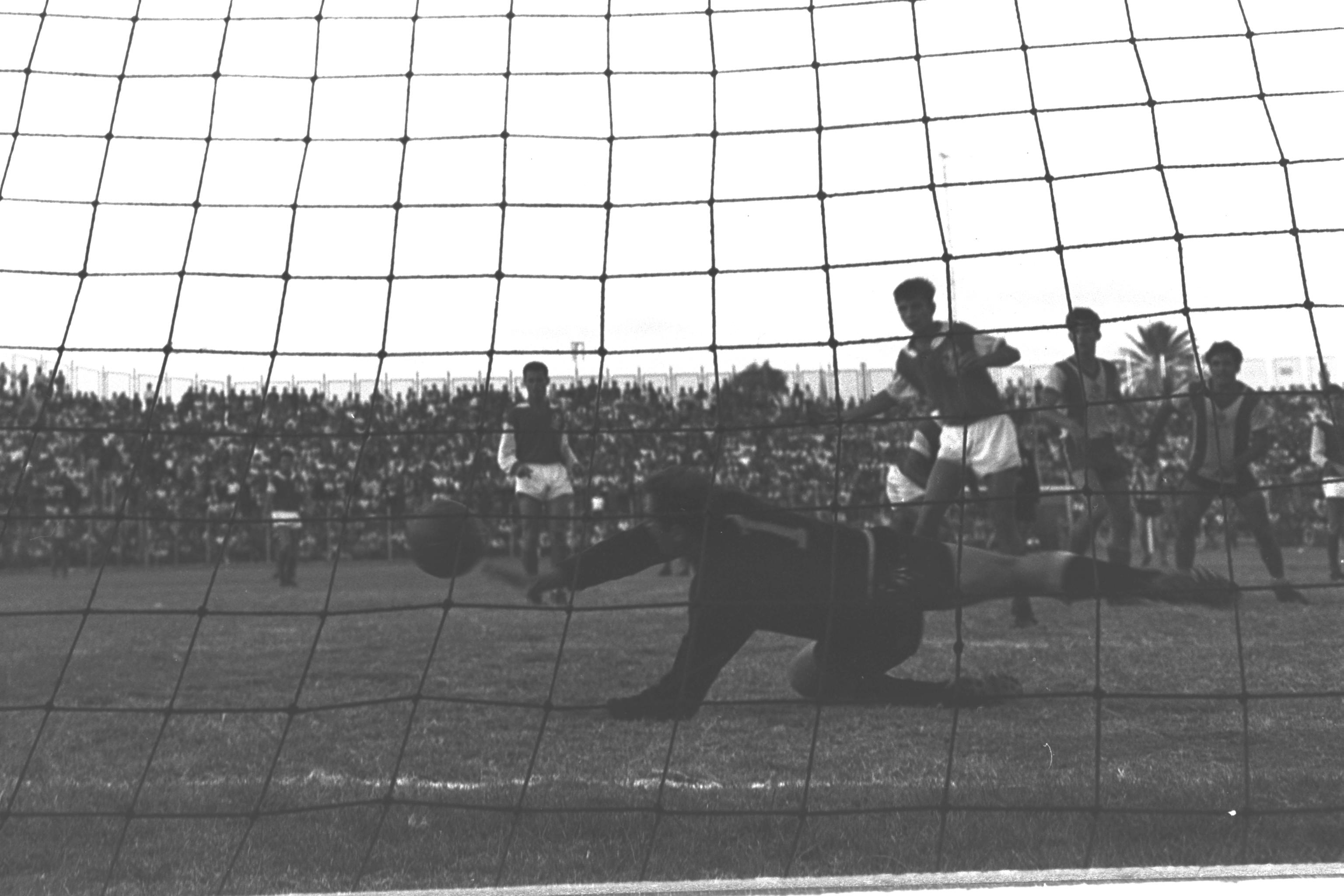
Finale di Coppa d'Israele 1964 allo Stadio Bloomfield

Dopo l'epoca d'oro degli anni '50 il Maccabi Tel Aviv visse un periodo di appannamento, eclissato dall'ascesa dell'Hapoel Petah Tikva, che tra la fine degli anni '50 e i primi anni '60 mise in bacheca ben cinque titolo consecutivi. Il secondo di questi titoli, nel 1960, fu vinto a spese del Maccabi: i gialli conducevano la classifica prima dell'ultima giornata, ma persero contro l'Hapoel Haifa all'ultimo turno, consegnando l'alloro ai rivali. Il giocatore più decisivo di quella stagione era stato Rafi Levi, uno degli attaccanti più forti nella storia del Maccabi, laureatosi capocannoniere del campionato con 19 gol. Un anno dopo i brasiliani del Santos visitarono Israele insieme alla loro stella, Pelé, per un'amichevole contro una selezione dei migliori calciatori di Maccabi Tel Aviv e Hapoel Petah Tikva. Neanche la combinazione di forze israeliane poté nulla contro la forte squadra sudamericana, che si impose con il risultato di 3-1.
Dopo alcune stagioni al di sotto delle aspettative, verso la fine degli anni '60 il Maccabi Tel Aviv tornò sugli scudi con uno dei migliori allenatori nella storia del club, Jerry Beit haLevi, ex calciatore del Maccabi negli anni '30 e, ad eccezione di un anno, già alla guida tecnica della squadra dal 1947 al 1957. Sotto la sua gestione il Maccabi tornò pian piano ai suoi livelli consueti e nel 1963-1964 vinse di nuovo la Coppa d'Israele battendo in finale l'Hapoel Haifa per 2-1. L'anno dopo si ripeté, ma dopo i supplementari contro i concittadini del Bnei Yehuda, che annoverava i centrocampisti Moshe Asis e Rafi Baranes. Nel 1966-1967 la squadra rivinse la coppa nella finale contro l'Hapoel Tel Aviv, grazie ai gol del centrocampista Uri Kedmi e dell'attaccante Rachamim Talbi.

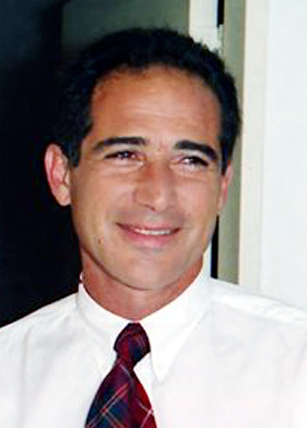
Giora Spiegel militò nel Maccabi dal 1965 al 1973

Mentre in quella stagione la coppa nazionale si svolse regolarmente, il campionato fu interrotto dallo scoppio della guerra dei sei giorni e fu posticipato al 1968. Guidato dal nuovo allenatore Israel Halivner, il Maccabi Tel Aviv vinse il suo unico titolo del decennio dopo 60 giornate, sopravanzando l'Hapoel Petah Tikva di tre punti. Il Maccabi colse poi il successo più importante del decennio vincendo la Coppa dei Campioni d'Asia nel 1969, prima squadra israeliana ad aggiudicarsi una competizione internazionale. Sotto la guida dell'ex calciatore Yossele Merimovich, la compagine di Tel Aviv batté i sudcoreani dello Yangzee dopo i tempi supplementari grazie ad un gol dell'attaccante Dror Bar Nur.
Il decennio 1960-1970 fu sicuramente meno decorato del precedente, ma si chiuse con un titolo nazionale, una Coppa dei Campioni d'Asia e tre Coppe d'Israele in bacheca. Tra i grandi nomi del periodo si ricordano i centrocampisti Nissim Bachar, Moshe Asis e Giora Spiegel, i difensori Meir Nimni, Menachem "Miko" Bello e Tzvika Rosen, il portiere Haim Levin, l'attaccante Rafi Levi.

### Anni 1970

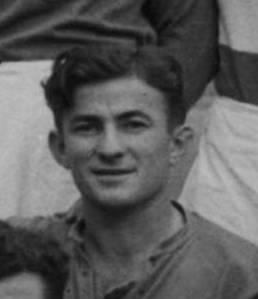
Jerry Beit haLevi, vincitore di 10 titoli nazionali e 8 Coppe d'Israele nelle vesti di calciatore, allenatore e poi presidente del club

Gli anni '70 segnarono una svolta nel rendimento della squadra, vogliosa di tornare ai fasti degli anni '50. Sotto la guida di David Schweitzer, la squadra inaugurò il decennio con uno storico double, vincendo la coppa nazionale grazie al successo per 2-1 in finale contro il Maccabi Netanya e il titolo solo grazie alla differenza reti favorevole rispetto a quella dell'Hapoel Tel Aviv, sconfitto però con autorevolezza per 5-0 nel derby cittadino. Il 31 gennaio 1970, di fronte a 20.000 spettatori, il centrocampista del Maccabi Giora Shpiegel segnò, sotto la pioggia battente, una tripletta che consegnò alla sua squadra una memorabile vittoria. La vittoria nel derby non fece tuttavia soccombere un battagliero Hapoel, che combatté per il titolo fino all'ultima giornata e vide svanire l'alloro solo per una peggiore differenza reti.
La stagione successiva fu fallimentare: il Maccabi Tel Aviv non andò oltre il decimo posto in campionato. La ripresa fu, però, immediata, con la vittoria del campionato 1971-1972, caratterizzato dai gol di Dror Bar Nur, uno dei migliori attaccanti di sempre del Maccabi, autore di 16 dei 45 gol della squadra in campionato, oltre ad altri 2 gol segnati nelle altre competizioni.
Appena quattro anni dopo il Maccabi Tel Aviv si trovò invischiato per la prima volta nella lotta per non retrocedere, particolarmente accesa e larga nella stagione 1975-1976, coinvolgendo ben nove squadre. Il Maccabi sconfisse il Beitar Gerusalemme per 2-0 con gol degli attaccanti Rachamim Talbi e Benny Tabak, evitando la prima retrocessione nella storia del club. Nell'aprile 1976 i Queens Park Rangers, compagine capolista della First Division inglese, atterrarono a Tel Aviv per disputare un'amichevole contro il Maccabi Tel Aviv, che per l'occasione annoverò anche alcuni dei giocatori più quotati del campionato israeliano, vale a dire gli attaccanti del Maccabi Netanya Mordechai "Motaleh" Spiegler e Oded Machnes e il centrocampista del Beitar Gerusalemme Uri Malmilian. Il Maccabi vinse per 2-1 con gol di Malmilian e Spiegler.
Nel 1976-1977 il Maccabi fu autore di un'ottima stagione, assicurandosi il secondo double del decennio: il campionato fu vinto con tre punti di vantaggio sul Maccabi Giaffa e realizzando 47 gol, record stagionale per il campionato. L'attaccante Vicky Peretz si laureò capocannoniere del campionato con 17 reti, cui si aggiunsero altre 5 segnate in Coppa d'Israele, ma fu il gol di Benny Tabak contro il Beitar Tel Aviv di fronte a 30.000 spettatori accorsi allo Stadio Bloomfield a garantire al Maccabi la vittoria della coppa nazionale e il secondo double in sette anni.
Tra i giocatori più validi di quel Maccabi figuravano Benny Tabak e Vicky Peretz, oltre a Avi Cohen, soprannominato "libero" (dal termine italiano utilizzato per indicare il ruolo), uno dei migliori difensori israeliani di tutti i tempi. Uno dei suoi gol memorabili fu segnato nel derby vinto per 2-0 contro l'Hapoel Tel Aviv nel 1978, quando dal limite dell'area con un tiro potente e preciso insaccò il pallone in rete.. Vicky Peretz e Benny Tabak sono annoverati tra i più validi attaccanti del Maccabi di ogni epoca: il primo segnò 67 reti, il secondo 121 con la maglia gialloblu del Maccabi Tel Aviv.

### Anni 1980

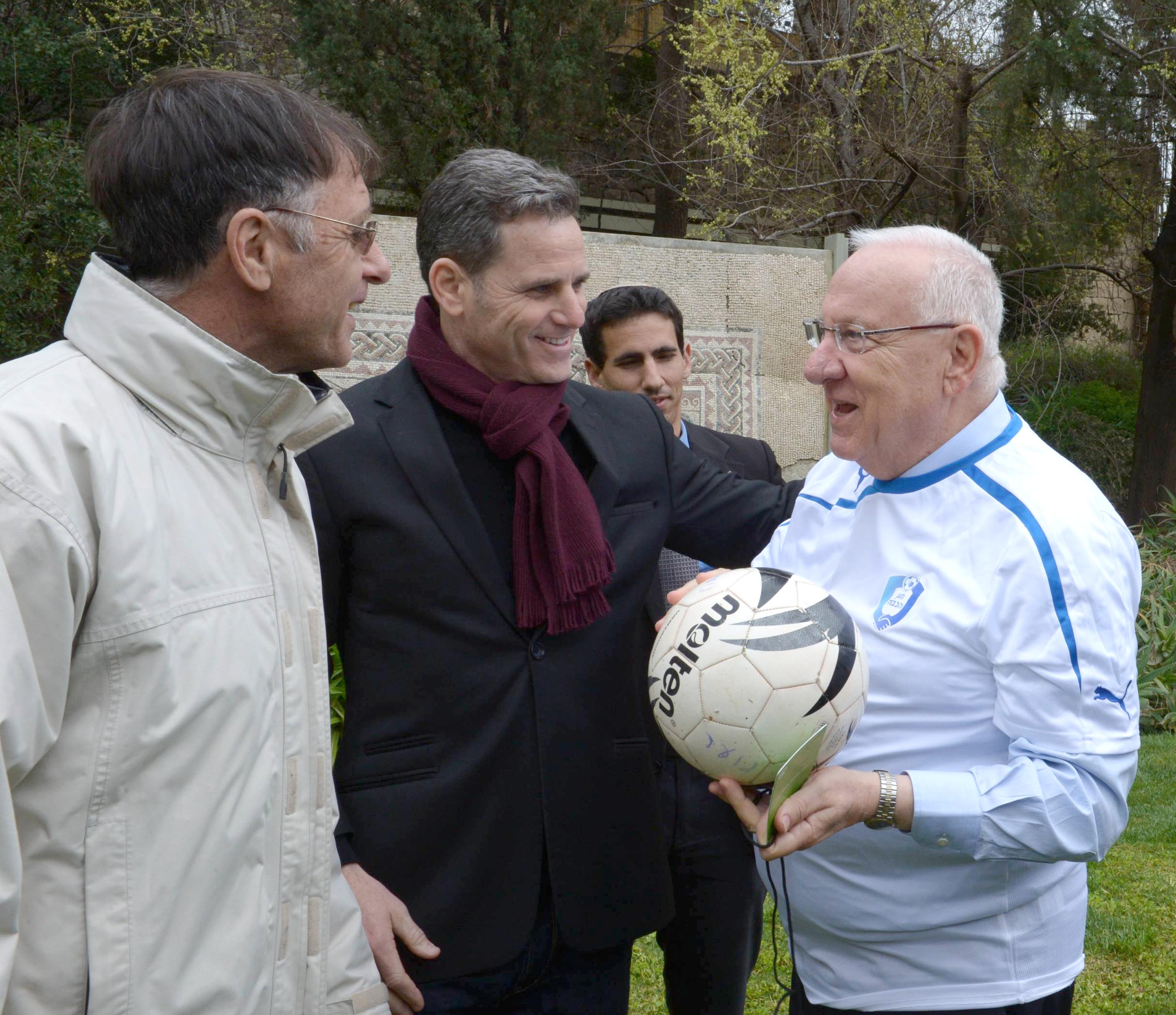
Oded Machnes e Bonni Ginzburg militarono nel Maccabi negli anni '80

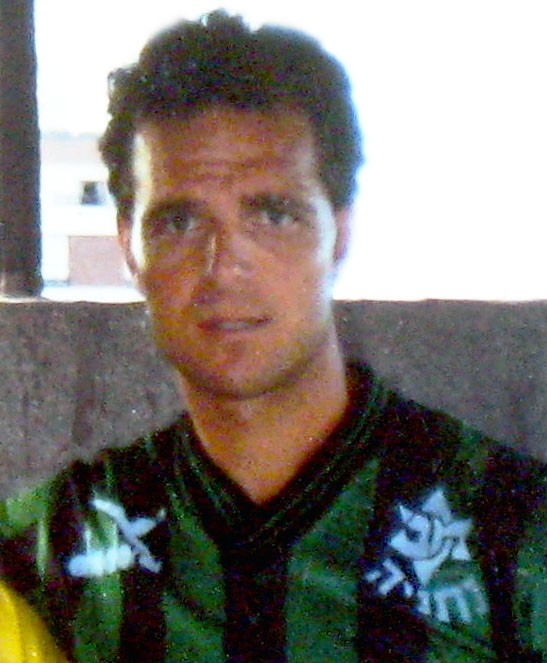
Avi Cohen militò nel club per 13 stagioni

Gli anni '80 furono anni di magra per il Maccabi Tel Aviv, che si aggiudicò due Coppe d'Israele consecutivamente, ma non riuscì a vincere il titolo nazionale. La prima finale fu vinta contro il Maccabi Haifa, nella stagione 1986-1987. Anche se il Maccabi Tel Aviv, terzo in classifica, aveva chiuso il campionato sopravanzando di sei posizioni i rivali, la finale di coppa terminò sul 3-3 dopo i tempi supplementari e si decise ai tiri di rigore. Grazie all'ultima realizzazione dell'attaccante Benny Tabak il Maccabi Tel Aviv poté sollevare di nuovo la coppa dopo dieci anni.
Nella stagione seguente il Maccabi Tel Aviv, guidato da Giora Spiegel, subì la più pesante sconfitta della propria storia, un 10-0 contro il Maccabi Haifa. Solo tre settimane dopo la squadra disputò, però, la sua seconda finale di Coppa d'Israele consecutiva, stavolta contro i rivali cittadini dell'Hapoel Tel Aviv. Grazie ad un pregevole gol del centrocampista Mickey Cohen e a una marcatura di Benny Tabak il Maccabi vinse per 2-1 e si aggiudicò la seconda coppa nazionale consecutiva.
Un episodio singolare si verifico all'inizio del decennio. Nella partita contro il Beitar Gerusalemme che si disputò allo Stadio YMCA di Gerusalemme per la seconda giornata del campionato 1981-1982 l'arbitro Abraham Klein, di fama internazionale, annullò un gol al Beitar, ma i calciatori continuarono a celebrare la marcatura. Il difensore del Maccabi Menahem "Miko" Belo riprese velocemente il gioco e passò la palla a Moti Ivanir che si trovò da solo a tu per tu con il portiere avversario Yossi Mizrachi e per l'ira dei tifosi avversari, segnò il gol che poi portò il Maccabi alla vittoria (2-1).
Benché non giocasse in modo spettacolare come in passato, il Maccabi era ricco di calciatori di valore, quali i centrocampisti Moti Ivanir e Alon Natan, il portiere Bonni Ginzburg e l'attaccante Eli Driks. Ivanir, che esordì nel Maccabi 16enne, segnò 67 gol per il club dal 1981 al 1990, fatto salvo il biennio 1986-1988, durante il quale vestì la maglia degli olandesi del Roda JC. Alon Natan segnò 40 gol prima di lasciare il Maccabi per il Bnei Yehuda alla fine della stagione 1989-1990 e di ritirarsi all'età di soli 23 anni a causa dei persistenti infortuni.
Bonni Ginzburg presidiò la porta del Maccabi dall'inizio del decennio alla stagione 1987-1988, guadagnandosi il posto da titolare nella nazionale israeliana e nel 1990 divenne il primo portiere israeliano a giocare all'estero. Eli Driks, uno dei migliori attaccanti di tutti i tempi del Maccabi, prodotto del settore giovanile nei primi anni '80, fu al centro dell'attacco del Maccabi Tel Aviv dal 1981 al 1999, tranne che per le annate 1984-1985 e 1989-1990.

### Anni 1990

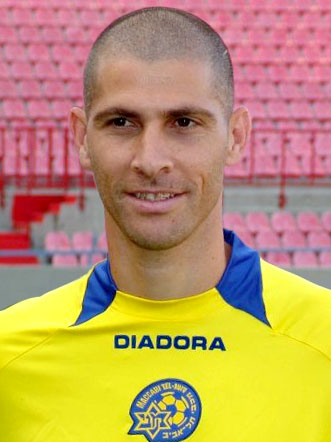
Avi Nimni, uno dei migliori calciatori del Maccabi negli anni '90

Un giovane allenatore di nome Avram Grant prese le redini del Maccabi nel 1990, portando in prima squadra un nugolo di giovani talenti che regalarono al Maccabi una delle epoche più fulgide della propria storia. A metà degli anni '90 la squadra aveva già ottenuto un altro double oltre ad aver vinto due altri campionati, due Coppe d'Israele e una Coppa di Lega israeliana, alla quale si sarebbero aggiunte due altre prima della fine del decennio. In pochi anni il Maccabi tornò dunque agli splendori degli anni precedenti, appannato negli anni '80, e riprese a rappresentare Israele a livello internazionale.
Nella stagione 1991-1992 la squadra di Grant vinse il campionato per la prima volta dopo tredici anni, esprimendo un calcio offensivo e divertente. Rinforzato dagli arrivi del portiere russo Alexander Ubarov, che sarebbe divenuto una leggenda del club, e del difensore suo connazionale Alexander Polukarov, anche lui destinato, insieme al centrocampista Uri Malmilyan e ai giovani centrocampisti Avi Nimni e Itzik Zohar, a diventare pedine fondamentali della squadra, il Maccabi Tel Aviv tornò ai vertici del calcio israeliano.
Nel 1992-1993 la squadra vinse la Coppa di Lega e la Coppa d'Israele battendo in finale l'Hapoel Tel Aviv con reti di Itsik Zohar e Nir Klinger. Il campionato, tuttavia, fu vinto dal Maccabi Haifa con 39 partite senza sconfitte, quantunque il Maccabi Tel Aviv avesse guadagnato 88 punti. La stagione 1993-1994 fu quella del riscatto: la squadra di Grant vinse il titolo, assicurandoselo grazie ad un gol del difensore Alon Brumer a Beer Sheva.

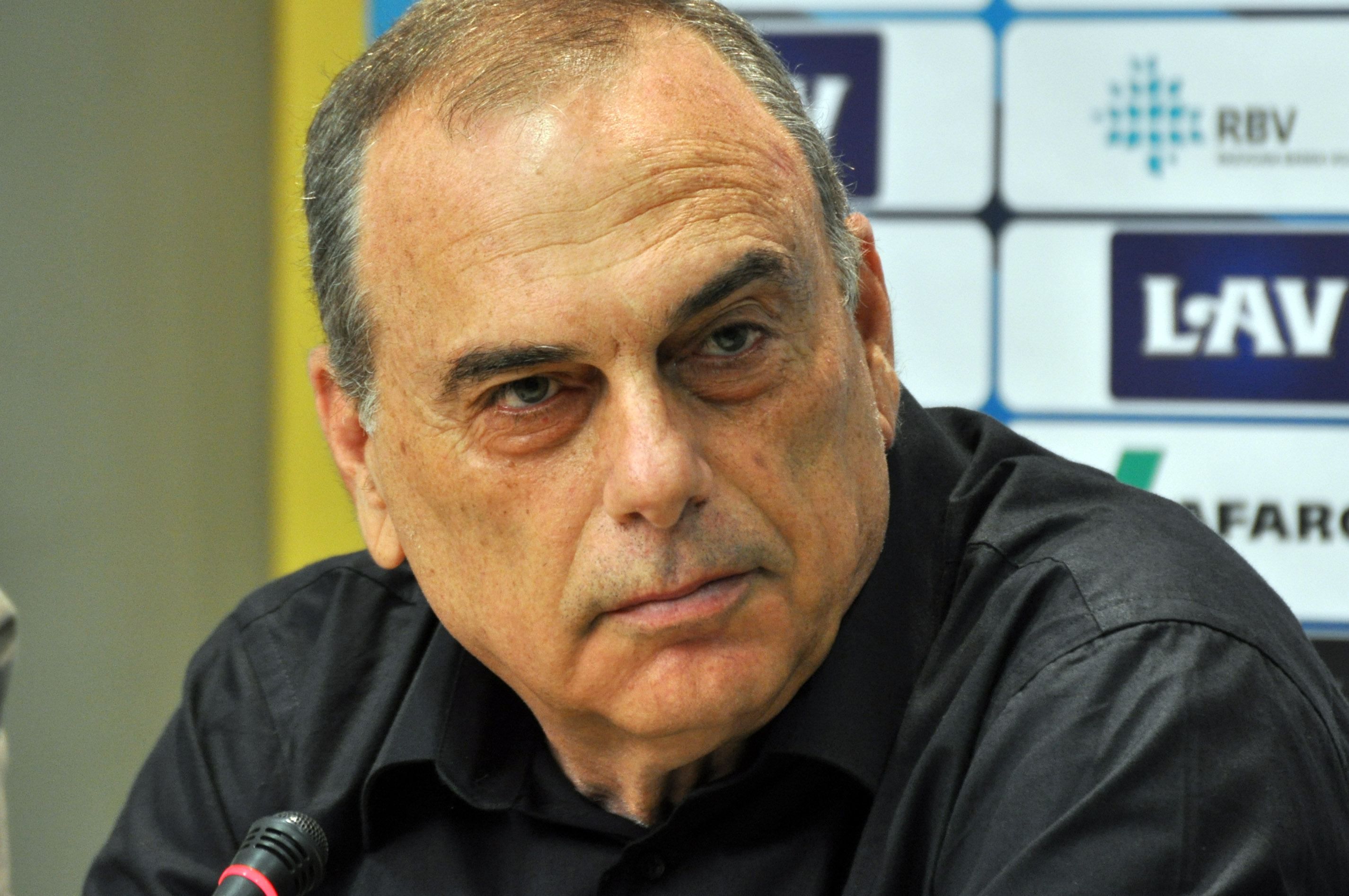
Avram Grant, allenatore del Maccabi Tel Aviv dal 1991 al 1995 e dal 1996 al 2000

Alla fine della stagione 1994-1995 il Gruppo Mofet assunse il controllo del Maccabi Tel Aviv. Avraham Grant decise di lasciare il club e fu rimpiazzato da Dror Kashtan, che guidò i suoi ad una splendida stagione 1995-1996. Contro i rivali del Maccabi Haifa il Maccabi Haifa ottenne allo Stadio Kiryat Eliezer una vittoria per 1-3 con gol di Eli Dricks, Nir Klinger e Avi Nimni che consegnò alla squadra il titolo. Il successo fece da preludio al 4-1 inflitto in finale all'Hapoel Rishon Lezion nella finale di coppa nazionale: per il Maccabi Tel Aviv fu l'ennesimo double. Per l'annata seguente Grant tornò sulla panchina gialloblu, per poi rimanervi fino al 2000.

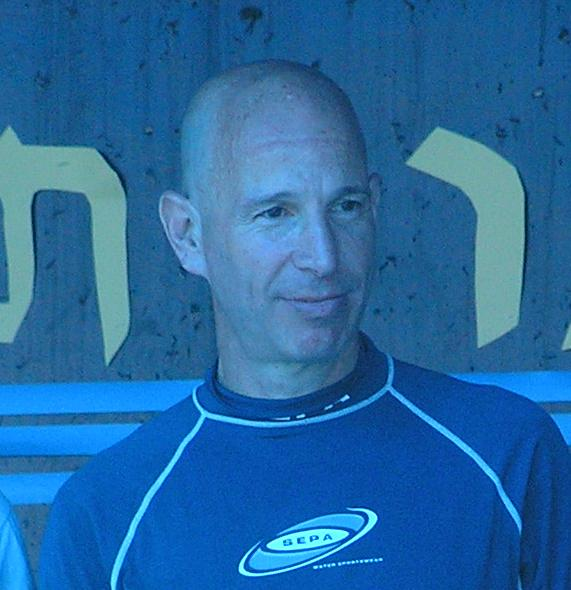
Loni Herzikovich, ex proprietario del club

Con l'affiliazione della federcalcio israeliana alla UEFA nel 1992, il Maccabi Tel Aviv concentrò le proprie attenzioni anche sul palcoscenico delle competizioni UEFA per club, desideroso di farsi valere anche in ambito europeo.
La stagione 1992-1993 segnò l'esordio del Maccabi nei turni preliminari di UEFA Champions League. La squadra eliminò i maltesi del Valletta prima di essere estromessi dai belgi del Bruges al secondo turno. Nel 1994-1995 uscirono al secondo turno della Coppa delle Coppe contro i tedeschi del Werder Brema (2-0 il risultato aggregato). Nel 1995-1996 in Champions League persero per 2-1 tra andata e ritorno contro gli svizzeri del Grasshoppers nell'ultimo turno prima della fase a gironi. Nel 1996-1997 furono i turchi del Fenerbahçe a eliminare gli israeliani nell'ultimo turno prima della fase a gironi di Champions. Il Maccabi passò dunque in Coppa UEFA, dove fu eliminato dagli spagnoli del Tenerife. Nel 1999-2000 la squadra eliminò i lituani del Kaunas in Coppa UEFA, ma poi perse contro i francesi del Lens per 4-3 (risultato aggregato) al primo turno.
Tra i calciatori più rappresentativi del Maccabi Tel Aviv degli anni '90 figurano i difensori Amir Shelach e i fratelli Gadi e Alon Brumer, il centrocampista Noam Shoham e gli attaccanti Meir Melika e Nir Sivilia. Elementi chiave dei successi della squadra furono il capitano Nir Klinger, lo specialista dei calci di punizione Itzik Zohar e Avi Nimni, tra i migliori calciatori del Maccabi di tutti i tempi. Nel 1997 il Gruppo Mofet si sciolse e il club fu rilevato da Loni Herzikovich.

### Anni 2000

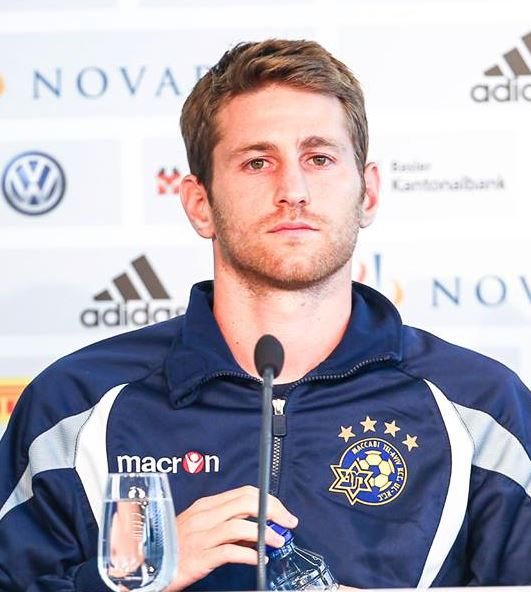
Sheran Yeini, colonna del Maccabi Tel Aviv

Con uno stile di gioco particolarmente offensivo, voluto dal tecnico Nir Klinger, il nuovo millennio iniziò sotto buoni auspici per il Maccabi, che si aggiudicò due coppe nazionali consecutivamente. La prima fu vinta nella stagione 2000-2001, in cui il Maccabi sconfisse per 3-0 in finale il Maccabi Petah Tikva
. In campionato quell'anno si piazzò quarto, anche se segnò più gol di tutti, 71. Memorabile furono il 7-0 inflitto al Beitar Gerusalemme verso la fine della stagione e i 10-1 contro l'Hapoel Rishon Lezion del 13 gennaio 2001.
La stagione 2001-2002 è ricordata soprattutto per la tragedia accaduta il 26 gennaio 2002, quando, durante una partita contro il Beitar Gerusalemme, il difensore del Maccabi Meni Levi collassò improvvisamente al centro del campo, si rialzò e collassò nuovamente. Dopo aver ricevuto le prime cure sul terreno di gioco per svariti minuti, fu tradotto in ospedale a Ra'anana, ma non fu in grado di riprendersi e fu affidato ai suoi familiari. In segno di rispetto per il giocatore, il club decise di ritirare la maglia con il numero di Levi. La squadra terminò l'annata con la vittoria della coppa battendo ai tiri di rigore il Maccabi Haifa (0-0 dopo i tempi supplementari), laureatosi in quella stagione campione d'Israele.

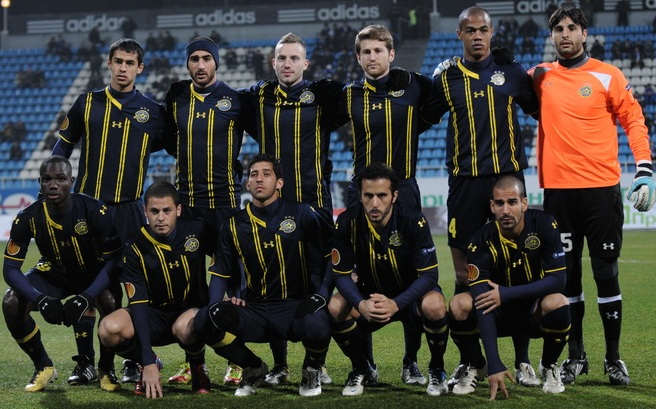
Il Maccabi Tel Aviv che affrontò la il 14 dicembre 2011 in Europa League

Nell'annata 2002-2003 il Maccabi Tel Aviv soffiò il titolo ai rivali del Maccabi Haifa dopo un finale di campionato al cardiopalma. Alla vigilia dell'ultima giornata, i ragazzi allenati da Nir Klinger conducevano la classifica per una migliore differenza reti. All'ultimo turno il Maccabi Haifa conduceva il punteggio per 0-5 contro l'Ashdod, mentre il Maccabi Tel Aviv era ancora fermo sul pari contro l'Hapoel Petah Tikva e dunque penalizzato nella corsa al titolo. Nel secondo tempo la squadra di Tel Aviv realizzò tre gol senza subirne, riuscendo così ad aggiudicarsi il campionato.
Nel 2004-2005 il Maccabi ottenne la maggiore soddisfazione del decennio in ambito internazionale, riuscendo a qualificarsi per la fase a gironi della UEFA Champions League dopo aver superato nei play-off il PAOK e divenendo così la seconda squadra israeliana (due anni dopo il Maccabi Haifa) capace di raggiungere la fase a gruppi della prestigiosa manifestazione. Il sorteggio mise gli israeliani di fronte tre potenze del calcio europeo: Bayern Monaco, Juventus e Ajax. Battendo l'Ajax e pareggiando in casa con la Juventus, in sei partite la squadra ottenne comunque quattro punti, uscendo dignitosamente dal torneo. In campionato le cose andarono peggio, come testimonia il nono posto finale, ma riuscì ad aggiudicarsi un trofeo, la Coppa d'Israele: la squadra giunse in finale e batté ai tiri di rigore il Maccabi Herzliya dopo il 2-2 dei tempi supplementari.
Dopo la terza Coppa d'Israele in cinque anni il Maccabi visse un periodo di crisi. Nella stagione 2005-2006, malgrado un organico di prim'ordine che comprendeva Eyal Berkovic, Đovani Roso e Avi Nimni, la squadra concluse sesta, fuori da un piazzamento utile per la qualificazione alle coppe europee.
Nelle seguenti stagioni arrivarono due terzi posti (2006-2007 e 2009-2010) e due sesti posti (2007-2008 e 2008-2009) in campionato.

### Anni 2010

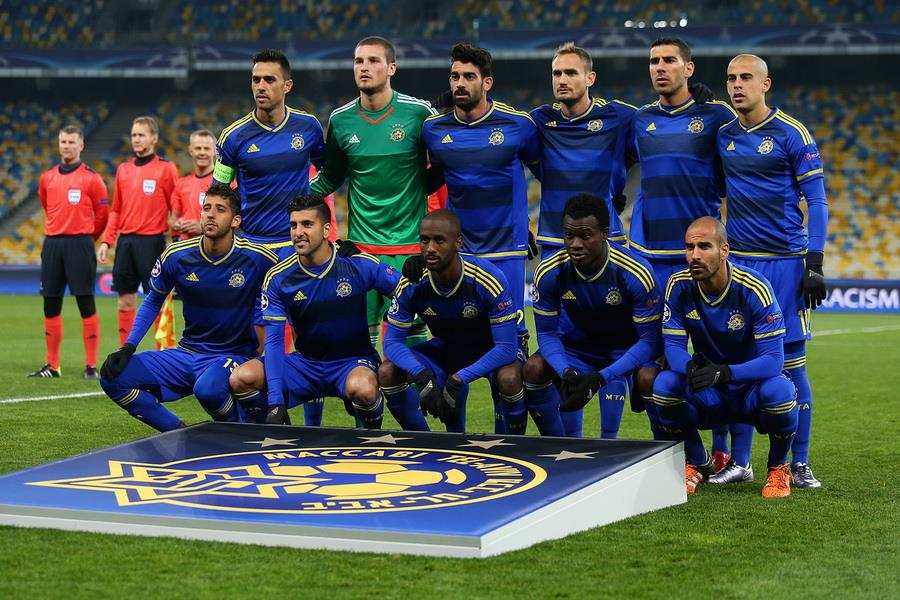
Il Maccabi Tel Aviv sceso in campo contro la nella UEFA Champions League 2015-2016

La stagione 2010-2011 vide il Maccabi eliminare l'Olympiacos nei turni preliminari della UEFA Europa League. La vittoria consentì agli israeliani di disputare il primo turno della competizione, dove l'abbinamento non fu benevolo: ad affrontare il Maccabi fu il Paris Saint-Germain. Malgrado un'esaltante vittoria per 4-3 in casa, gli israeliani capitolarono con il punteggio di 2-0 nel ritorno a Parigi e furono eliminati. In campionato la squadra si confermò terza in classifica.
Nel 2011-2012 il Maccabi riuscì a raggiungere la fase a gironi di UEFA Europa League battendo per 3-0 allo Stadio Bloomfield il Panathīnaïkos nei turni eliminatori. Nella fase a gruppi ottenne solo due punti contro Beşiktaş, Dinamo Kiev e Stoke City, mentre in campionato chiuse con un deludente settimo posto.
L'annata 2012-2013 vide trionfare il Maccabi Tel Aviv in campionato dopo dieci anni. Sotto la guida del direttore sportivo olandese Jordi Cruijff, figlio del celebre Johan, e del tecnico spagnolo Óscar García, il Maccabi dominò il campionato e lo vinse con tredici punti di vantaggio sulla seconda, con il miglior attacco (78 gol fatti) e la migliore difesa (30 gol subiti). A guidare il reparto offensivo vi era il capocannoniere del campionato Eliran Atar, autore di 22 gol, accompagnato dal centrocampista Maharan Radi (8 gol e 7 assist), dal giovane attaccante Moanes Dabour (10 gol), dall'attaccante svedese Rade Prica (8 gol) e dal centrocampista Eran Zahavi (7 gol), questi ultimi due arrivati entrambi nel mercato del gennaio 2013. I due centrali difensivi, Eitan Tibi e lo spagnolo Carlos García, diedero solidità al reparto arretrato, impreziosito dal portiere nigeriano Vincent Enyeama.

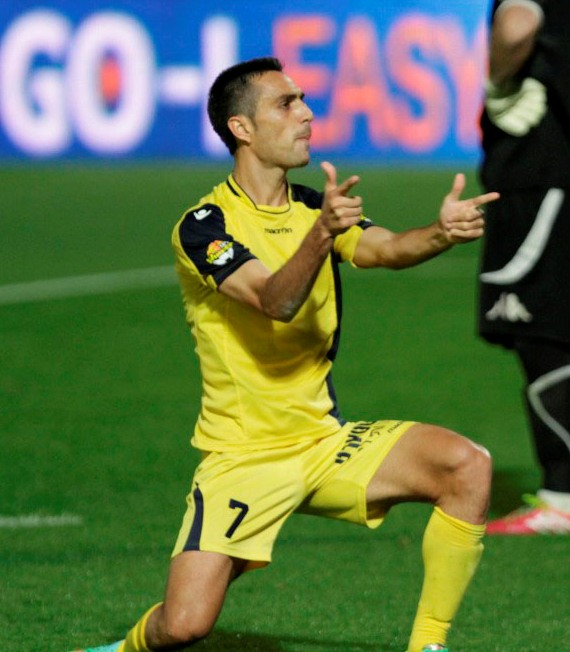
Eran Zahavi, 99 gol in 120 partite di campionato con il Maccabi

L'annata 2013-2014 fu la prima del tecnico portoghese Paulo Sousa, subentrato ad Oscar Garcia. La squadra aveva perso Vincent Enyeama, passato al Lilla, e lo aveva sostituito con Juan Pablo Colinas. Era arrivato anche Nikola Mitrović dal Videoton. Sospinta ancora una volta dai gol di Eran Zahavi, la squadra si confermò campione di Israele battendo la concorrenza dell'Hapoel Be'er Sheva. In Europa League si fermò ai sedicesimi di finale contro il Basilea, dopo aver superato un difficile girone di prima fase.

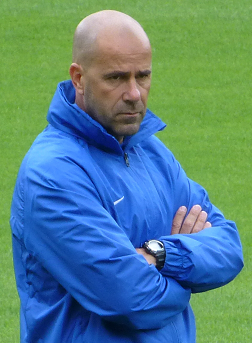
Peter Bosz, allenatore del Maccabi nel 2016

La stagione 2014-2015 fu caratterizzata da un inizio difficile. Partito Paulo Sousa, andato al Basilea, l'Operazione Margine di protezione costrinse la squadra a disputare le partite interne di Champions League ed Europa League (da cui il Maccabi fu eliminato nei turni preliminari) nella città cipriota di Larnaca. Il tecnico Óscar García, rientrato al Maccabi, lo lasciò prima della fine della stagione e fu sostituito dal connazionale Pako Ayestarán. Il 3 novembre 2014, durante il derby di Tel Aviv, un sostenitore dell'Hapoel Tel Aviv fece irruzione in campo con l'intento di assalire Eran Zahavi, che fu espulso per aver tentato di difendersi. La partita fu sospesa e a ciascuna delle due squadre fu comminato un punto di penalizzazione. Il Maccabi, però, riuscì a chiudere la stagione in modo trionfale, vincendo campionato, Coppa d'Israele e Coppa di Lega. Tra i nuovi calciatori brillarono Nosa Igiebor ed Eden Ben Basat. Il migliore fu però ancora una volta Eran Zahavi, che batté il record israeliano di partite di campionato consecutive con gol e realizzò 27 marcature stagionali.

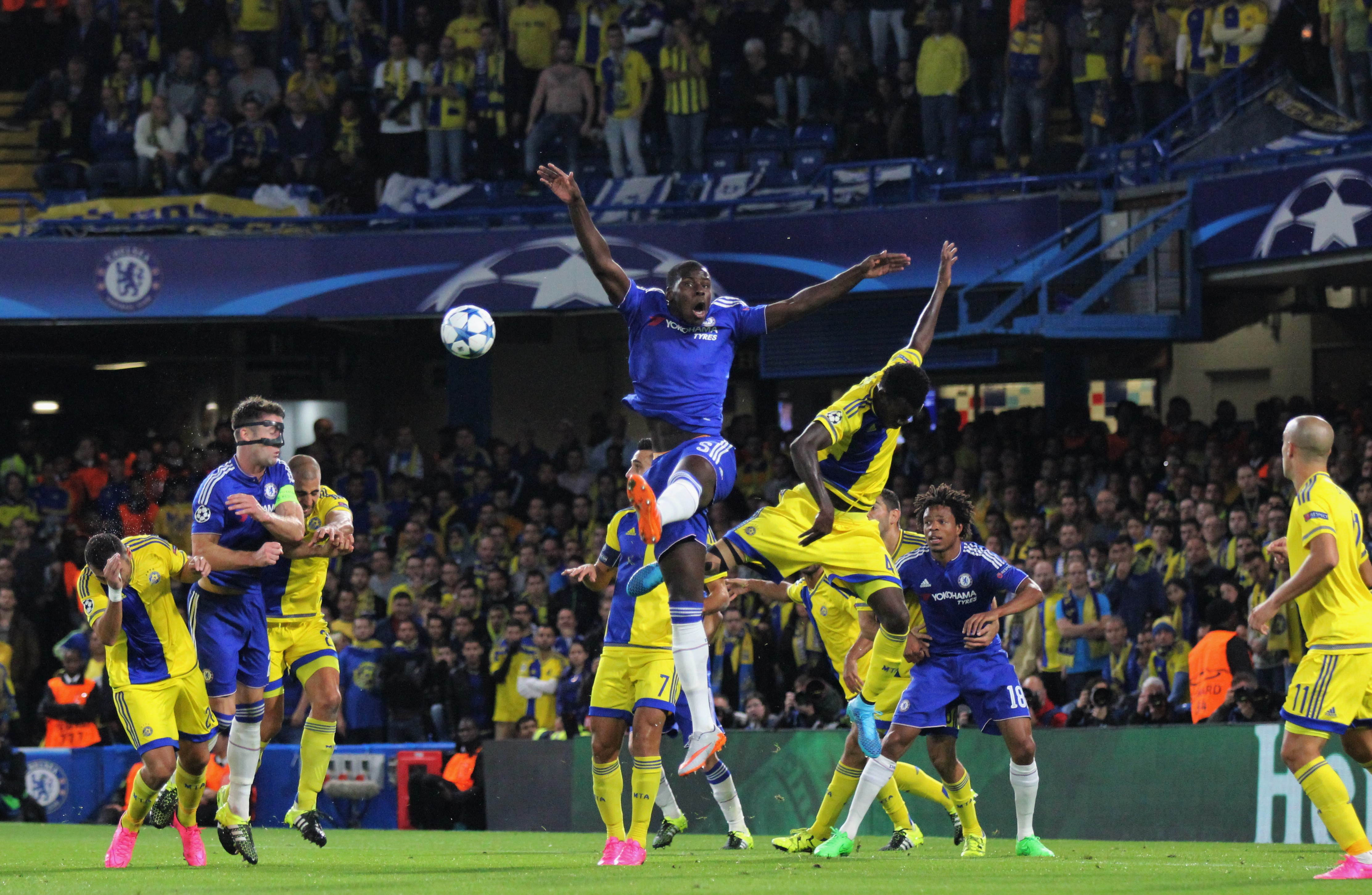
Il Maccabi contro il Chelsea nella UEFA Champions League 2015-2016

Il 2015-2016 vide il ritorno del Maccabi Tel Aviv, guidato dal nuovo tecnico serbo Slaviša Jokanović, tornare nella fase a gironi della UEFA Champions League dopo undici anni. Inserito nel gruppo G con Chelsea, Porto e Dinamo Kiev, il Maccabi subì tuttavia sei sconfitte in sei partite, segnando un solo gol e subendone 16. In campionato la rivale per il titolo fu l'Hapoel Be'er Sheva, che nel dicembre 2015 si impose per 2-1 in casa del Maccabi. Qualche giorno dopo Jokanović lasciò il club per allenare il Fulham e fu sostituito dall'olandese Peter Bosz, che rivitalizzò la squadra e la mantenne in lotta per il titolo sino alle ultime giornate, beneficiando del calo dell'Hapoel Be'er Sheva. Contro il Beitar Gerusalemme, Eran Zahavi segnò il gol della vittoria al novantesimo, battendo il primato di Nisim Elmaliah e superando quota 31 gol stagionali nel campionato israeliano. La partita di ritorno in casa dell'Hapoel Be'er Sheva avrebbe proiettato, se vinta, il Maccabi Tel Aviv in testa alla classifica per una migliore differenza reti, mentre qualsiasi altro risultato avrebbe lasciato l'Hapoel Be'er Sheva al primo posto in solitaria con un vantaggio di 3 punti e sole 3 giornate ancora da disputare. Il match terminò sullo 0-0 e lasciò dunque il Maccabi con l'amaro in bocca. La squadra di Tel Aviv perse punti contro l'Hapoel Ra'anana (1-1), consentendo ai rivali di portare a 5 i punti di vantaggio a 2 giornate dalla fine.
All'ultimo turno i tifosi del Maccabi Tel Aviv speravano in una vittoria contro il Maccabi Haifa e in una contemporanea sconfitta del Be'er Sheva contro il Bnei Sakhnin. Il Bnei Sakhnin passò in vantaggio, ma il Be'er Sheva pareggiò dopo dieci minuti. Poco dopo Eran Zahavi segnò per il Maccabi Tel Aviv, ma dodici minuti più tardi, nell'altro match, anche il Be'er Sheva passò in vantaggio. Malgrado il 6-0 finale contro il Maccabi Haifa, il Maccabi Tel Aviv non riuscì a vincere il titolo, dato che il Be'er Sheva si impose per 3-1. La finale di coppa fu l'occasione giusta per riscattare la delusione, ma il Maccabi Tel Aviv perse contro il Maccabi Haifa, che vinse la prima coppa nazionale dopo diciotto anni. La stagione si chiuse con le partenze di Peter Bosz, andato all'Ajax, e del beniamino dei tifosi Eran Zahavi, venduto al Guangzhou E. per 8,5 milioni di dollari.
Il nuovo tecnico, il georgiano Shota Arveladze, riuscì a qualificare la squadra per la fase a gironi della UEFA Europa League 2016-2017, dove gli israeliani affrontarono Zenit San Pietroburgo, AZ Alkmaar e Dundalk. Con due vittorie e un pareggio in sei partite, il Maccabi chiuse il girone al terzo posto e fu eliminato. Durante la stagione, battendo per 5-0 l'Hapoel Tel Aviv, la squadra eguagliò il primato di più larga vittoria nella stracittadina, risalente alla stagione 1969-1970. Arveladze lasciò il club a metà stagione e fu sostituito dall'angolano Lito Vidigal, che chiuse con il secondo posto in campionato e la sconfitta in finale di Coppa d'Israele.
Jordi Cruijff, alla sesta stagione nel club, svestì i panni di direttore sportivo e passò a ricoprire il ruolo di allenatore. Per la seconda stagione consecutiva il Maccabi si qualificò per la fase a gironi di Europa League, dove trovò Astana, Slavia Praga e Villarreal. Malgrado la vittoria di prestigio ottenuta in casa del Villarreal (0-1), il Maccabi chiuse ultimo nel girone con un bilancio di una vittoria e un pari in sei partite e fu eliminato. Vinse però la Coppa di Lega israeliana e concluse il campionato al secondo posto.
Nel 2018-2019 il Maccabi ingaggia il tecnico serbo Vladimir Ivić, che vince il campionato con ben otto giornate di anticipo, un record in Israele. La squadra, guidata dal trio offensivo formato da Omer Atzili, Eliran Atar e Itay Shechter, ispirati dal trequartista Dor Mikha e dall'esperienza del capitano Sheran Yeini, unisce alla prolificità in fase di attacco una notevole solidità difensiva, innervata da linfa straniera con il portiere serbo Predrag Rajković, il terzino spagnolo Enric Saborit e il centrale portoghese Jair Amador.

### Anni 2020
Nella stagione 2019-2020 il Maccabi Tel Aviv di Ivić mantiene la porta inviolata nelle prime 13 giornate, stabilendo un nuovo record per il campionato israeliano; il titolo sarà vinto con 13 punti di vantaggio sulla seconda classificata. Un nuovo successo in campionato viene colto nel 2023-2024, sotto la guida dell'irlandese Robbie Keane.

## Società

### Sponsor
- 1976-1979 Umbro
- 1981-1987 Puma
- 1987-1989 Nike
- 1989-1997 Diadora
- 1997-2002 Adidas
- 2002-2009 Diadora
- 2009-2010 Kappa
- 2010-2011 Puma
- 2011-2013 Under Armour
- 2013-2014 Macron
- 2014-2017 Adidas
- 2017-2019 Nessuno
- 2019- Fila

## Allenatori e presidenti
- 1928-1934  Shimon Ratner
- 1934-1938  Egon Pollack
- 1939-1941  Armin Weiss
- 1941-1947  Egon Pollack
- 1947-1952  Jerry Beit haLevi
- 1952-1953  Gaul Mechlis
- 1953-1957  Jerry Beit haLevi
- 1957-1959  Yosef Tessler
- 1959-1961  Yosef Mirmovich
- 1961-1962  Ignac Molnár
 Israel Halivner
- 1962-1964  Slabolo Stankovic e  Jerry Beit haLevi
- 1966-1967  Eliezer Spiegel
 Zvi Erlich
- 1967-1968  Israel Halivner
- 1968-1969  Yosef Mirmovich
- 1969-1970  David Schweitzer
- 1970-1971  Israel Halivner
- 1971-1972  Itzhak Schneor
- 1972-1973  Yosef Mirmovich
- 1973-1976  Itzhak Schneor
- 1976-1978  Ya'akov Grundman
- 1978-1979  Nissim Bachar
- 1979-1980  Zvi Rosen
- 1980-1981  Ze'ev Zeltzer
- 1981-1982  Ya'akov Grundman
- 1982-1983  David Schweitzer
- 1983-1985  Itzhak Schneor
- 1985-1987  Shimon Shenhar
- 1987-1988  Giora Spiegel e  Dror Bar-Nur
- 1988-1989  Yosef Merimovich
- 1989-1990  Nissim Bachar
- 1990-1991  Zvi Rosen
- 1991-1995  Avraham Grant
- 1995-1996  Dror Kashtan
- 1996-2000  Avraham Grant
- 2000-2001  Shlomo Sharf
 Nir Levine
- 2001-2002  Nir Levine
- 2002-2005  Nir Klinger
- 2005-2006  Nir Klinger
 Ton Caanen
- 2006-2007  Eli Cohen
- 2007-2008  Nir Levine
- 2008-2009  Ran Ben Shimon
 Marco Balbul
- 2009-2010  Marco Balbul
 Nir Levine
- 2010-2011  Yossi Mizrahi
 Motti Ivanir
- 2011-2012  Motti Ivanir
 Nir Levine
- 2012-2013  Óscar García Junyent
- 2013-2014  Paulo Sousa
- 2014-2015  Óscar García Junyent
 Pako Ayestarán
- 2015-2016  Slaviša Jokanović
 Peter Bosz
- 2016-2017  Shota Arveladze
 Lito Vidigal
- 2017-2018  Jordi Cruijff
- 2018-2020  Vladimir Ivić
- 2020-2021  Giōrgos Dōnīs
 Patrick van Leeuwen
- 2021-2022  Patrick van Leeuwen
 Mladen Krstajić
- 2022-2023  Vladimir Ivić
 Aitor Karanka
- 2023-2024  Robbie Keane
- 2024-  Žarko Lazetić

## Palmarès

### Competizioni nazionali

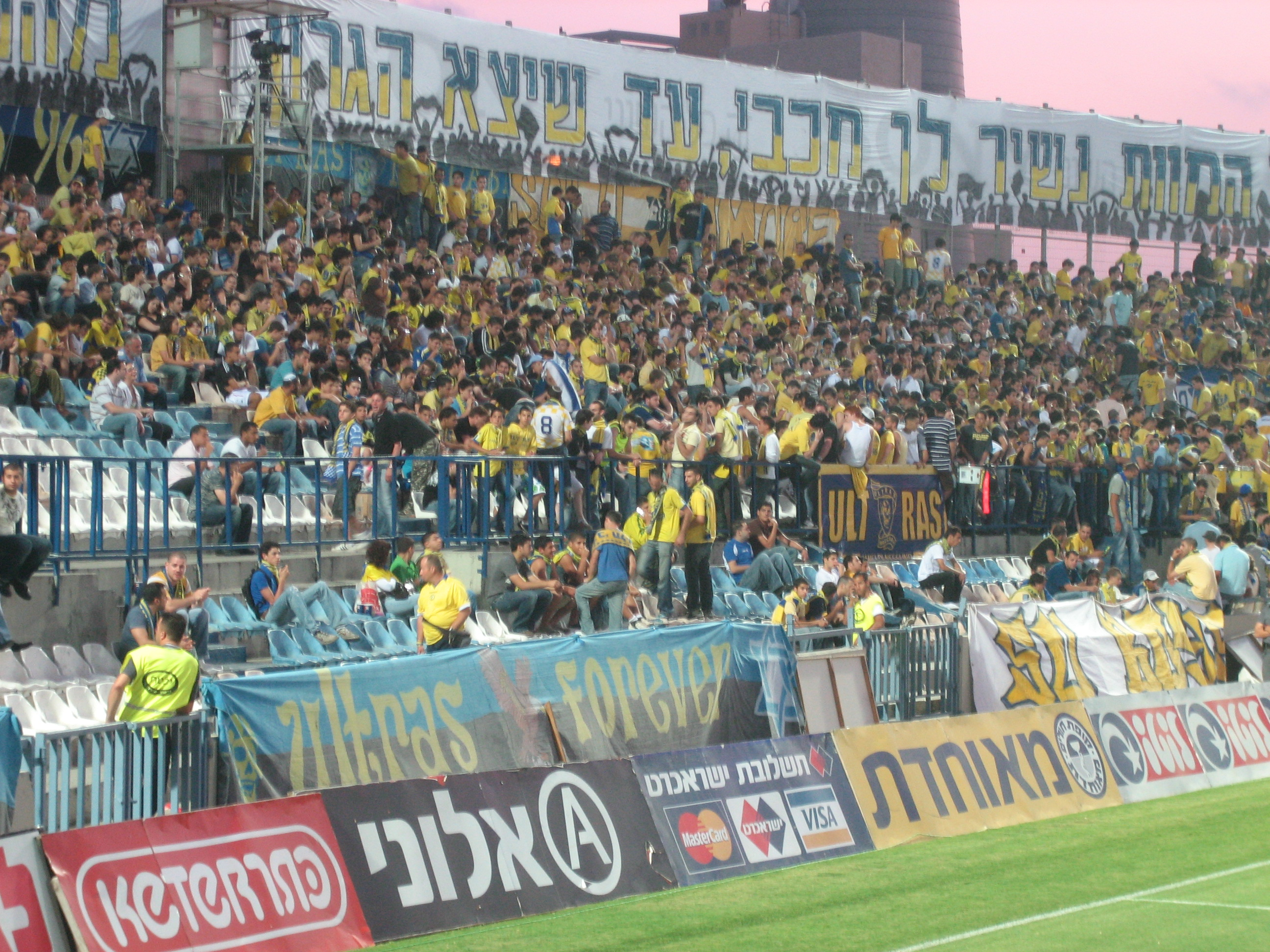
Tifosi del Maccabi Tel Aviv

- Campionato israeliano: 26  (record)

1935-1936, 1936-1937, 1938-1939 1941-1942, 1946-1947, 1949-1950, 1951-1952, 1953-1954, 1955-1956, 1957-1958, 1966-1968, 1969-1970, 1971-1972, 1976-1977, 1978-1979, 1991-1992, 1994-1995, 1995-1996, 2002-2003, 2012-2013, 2013-2014, 2014-2015, 2018-2019, 2019-2020, 2023-2024, 2024-2025
- Coppa d'Israele: 24  (record)

1928-1929, 1929-1930, 1932-1933, 1940-1941, 1945-1946, 1946-1947, 1953-1954, 1954-1955, 1957-1958, 1958-1959, 1963-1964, 1964-1965, 1966-1967, 1969-1970, 1976-1977, 1986-1987, 1987-1988, 1993-1994, 1995-1996, 2000-2001, 2001-2002, 2004-2005, 2014-2015, 2020-2021
- Coppa Toto: 9  (record)

1992-1993, 1998-1999, 2008-2009, 2014-2015, 2017-2018, 2018-2019, 2020-2021, 2023-2024, 2024-2025
- Supercoppa d'Israele: 8  (record)

1965, 1968, 1977, 1979, 1988, 2019, 2020, 2024

### Competizioni internazionali
- AFC Champions League: 2  (record israeliano)

1969, 1971

## Statistiche e record

### Partecipazione ai campionati
| Livello | Categoria                  | Partecipazioni | Debutto   | Ultima stagione | Totale |
| ------- | -------------------------- | -------------- | --------- | --------------- | ------ |
| 1º      | Campionato della Palestina | 10             | 1931-1932 | 1946-1947       | 83     |
| 1º      | Campionato israeliano      | 1              | 1949-1950 | 1949-1950       | 83     |
| 1º      | Liga Alef                  | 2              | 1951-1952 | 1953-1954       | 83     |
| 1º      | Liga Leumit                | 44             | 1954-1955 | 1998-1999       | 83     |
| 1º      | Ligat ha'Al                | 26             | 1999-2000 | 2024-2025       | 83     |

### Partecipazione alle coppe
| Competizione          | Partecipazioni | Debutto   | Ultima stagione | Totale |
| --------------------- | -------------- | --------- | --------------- | ------ |
| Coppa della Palestina | 15             | 1928      | 1947            | 86     |
| Coppa d'Israele       | 71             | 1951-1952 | 2024-2025       | 86     |
| Coppa Toto            | 40             | 1984-1985 | 2024-2025       | 40     |
| Supercoppa d'Israele  | 11             | 1965      | 2024            | 11     |

### Partecipazione ai tornei internazionali
| Competizione                  | Partecipazioni | Debutto   | Ultima stagione | Totale |
| ----------------------------- | -------------- | --------- | --------------- | ------ |
| Campionato d'Asia per club    | 2              | 1969      | 1971            | 2      |
| Coppa Intertoto               | 4              | 1977      | 1993            | 4      |
| UEFA Champions League         | 11             | 1992-1993 | 2024-2025       | 11     |
| Coppa delle Coppe             | 1              | 1994-1995 | 1994-1995       | 1      |
| Coppa UEFA                    | 7              | 1994-1995 | 2007-2008       | 17     |
| UEFA Europa League            | 10             | 2010-2011 | 2024-2025       | 17     |
| UEFA Europa Conference League | 3              | 2021-2022 | 2023-2024       | 3      |

## Organico

### Rosa 2025-2026
Aggiornata al 22 luglio 2025.
| N. |                        | Ruolo | Calciatore      |
| -- | ---------------------- | ----- | --------------- |
| 1  | Israele (bandiera)     | P     | Yoav Gerafi     |
| 2  | Israele (bandiera)     | D     | Avishay Cohen   |
| 3  | Israele (bandiera)     | D     | Roy Revivo      |
| 4  | Brasile (bandiera)     | D     | Heitor          |
| 5  | Israele (bandiera)     | D     | Idan Nachmias   |
| 6  | Paesi Bassi (bandiera) | D     | Tyrese Asante   |
| 9  | Israele (bandiera)     | A     | Dor Turgeman    |
| 10 | Brasile (bandiera)     | A     | Weslley Patati  |
| 11 | Israele (bandiera)     | D     | Sagiv Yehezkel  |
| 13 | Israele (bandiera)     | D     | Raz Shlomo      |
| 14 | Israele (bandiera)     | D     | Danny Gruper    |
| 15 | Israele (bandiera)     | A     | Yonas Malede    |
| 18 | Serbia (bandiera)      | D     | Nemanja Stojić  |
| 19 | Israele (bandiera)     | A     | Elad Madmon     |
| 20 | Ghana (bandiera)       | C     | Henry Addo      |
| 21 | Israele (bandiera)     | D     | Noam Ben Harush |

| N. |                     | Ruolo | Calciatore         |
| -- | ------------------- | ----- | ------------------ |
| 22 | Israele (bandiera)  | P     | Ofek Melika        |
| 23 | Polonia (bandiera)  | C     | Ben Lederman       |
| 27 | Israele (bandiera)  | A     | Ori Azo            |
| 28 | Mali (bandiera)     | C     | Issouf Sissokho    |
| 30 | Israele (bandiera)  | C     | Itamar Noy         |
| 33 | Israele (bandiera)  | A     | Hisham Layous      |
| 34 | Israele (bandiera)  | A     | Sayed Abu Farkhi   |
| 36 | Israele (bandiera)  | C     | Ido Shahar         |
| 41 | Israele (bandiera)  | D     | Itay Ben Hamo      |
| 42 | Israele (bandiera)  | C     | Dor Peretz         |
| 51 | Israele (bandiera)  | P     | Shalev Saadia      |
| 77 | Israele (bandiera)  | A     | Osher Davida       |
| 90 | Israele (bandiera)  | P     | Roi Mishpati       |
| 98 | Moldavia (bandiera) | A     | Ion Nicolăescu     |
|    | Guinea (bandiera)   | D     | Mohamed Ali Camara |